# Бруно Кицо
Бруно Кицо (на италиански: Bruno Chizzo) е италиански футболист, полузащитник.

## Кариера
Роден в Удине, Кицо играе през 1930-те и 1940-те години за Триестина, Милан, Дженоа, Анконитана и Удинезе Калчо. Той играе 195 мача в Серия А и вкарва 18 гола.
С националния отбор на Италия Кицо става най-младият играч, избран в отбора за Световната купа през 1938 г., където става световен шампион, въпреки че не играе нито един мач през целия турнир.

## Отличия

### Отборни
Удинезе
- Серия А: 1934/35

### Международни
Италия
- Световно първенство по футбол: 1938

|  | Тази страница частично или изцяло представлява превод на страницата Bruno Chizzo в Уикипедия на английски. Оригиналният текст, както и този превод, са защитени от Лиценза „Криейтив Комънс – Признание – Споделяне на споделеното“, а за съдържание, създадено преди юни 2009 година – от Лиценза за свободна документация на ГНУ. Прегледайте историята на редакциите на оригиналната страница, както и на преводната страница, за да видите списъка на съавторите. ВАЖНО: Този шаблон се отнася единствено до авторските права върху съдържанието на статията. Добавянето му не отменя изискването да се посочват конкретни източници на твърденията, които да бъдат благонадеждни. |